# Region Mayo-Kebbi Ouest
Region Mayo-Kebbi Ouest – jeden z 22 regionów administracyjnych Czadu, znajdujący się w południowo-zachodniej części kraju. Graniczy z regionami: Logone Occidental, Logone Tandjilé, Mayo-Kebbi Est oraz Kamerunem.
Region zamieszkują Fulbejowie oraz ludy Moundang, Ngambay, Moussey. Podstawą utrzymania ludności jest rolnictwo (w tym uprawa bawełny), hodowla i rybołówstwo.

## Departamenty
| Departament | Stolica | Prefektury                  |
| ----------- | ------- | --------------------------- |
| Mayo-Dallah | Pala    | Gagal, Lamé, Pala, Torrock  |
| Lac Léré    | Léré    | Binder, Guégou, Lagon, Léré |

## Historia
Region zajmuje zachodnią część dawniejszej prefektury Mayo-Kebbi (podprefektury Pala i Léré). W latach 2002–2008 Mayo-Kebbi Ouest był jednym z 18 regionów Republiki Czadu.